# فويرتي اوليمبو
فويرتي اوليمبو هي مديرية في باراغواي، تتبع Fuerte Olimpo District ‏، هي عاصمة إدارة ألتو باراغواي، وFuerte Olimpo District ‏، بلغ عدد سكانها 4٬998 نسمة، في 2002، تبلغ مساحتها 54٬592 كيلومتر مربع، رمزها البريدي هو 9000.

## مدن توأم
المدن التوأم:
- كاميسانو فيسينتينو.